# Saccorhiza polyschides
A Saccorhiza polyschides a sárgásmoszatok (Stramenopila) csoportjába tartozó faj.

## Elterjedése
A Saccorhiza polyschides elterjedési területe az Atlanti-óceán, a La Manche csatorna és az Északi-tenger.

## Megjelenése
A Saccorhiza polyschides gyökér- és szárszerű részre, továbbá levélszerű vegetatív testre tagolódó, sárgásbarna, sötétbarna színű, 1.5-4.5 méter hosszú barnamoszat. Gyökérszerű része duzzadt, porcos, felső oldalán csomós szerkezetű, alul hajszál alakú rögzítőszervekkel rendelkezik. A szárszerű rész széles szalag alakú, szívós, bőrnemű, alapjánál csavart és hullámos szélű. A „levél” elkülönül a szárszerű résztől, és tenyeresen, legyezőszerűen számos szalag alakú lemezrészre tagolódik. Felületén sok apró, szőrökkel fedett gödröcske található.

## Életmódja
A Saccorhiza polyschides az árapályzóna legalsó sávjának szikláin él.